# Pan de Azúcar (kulle i Chile)
Pan de Azúcar är en kulle i Chile.   Den ligger i regionen Región Metropolitana de Santiago, i den södra delen av landet, 90 km sydväst om huvudstaden Santiago de Chile. Toppen på Pan de Azúcar är 208 meter över havet.
Terrängen runt Pan de Azúcar är huvudsakligen kuperad, men åt sydost är den bergig. Runt Pan de Azúcar är det mycket glesbefolkat, med 5 invånare per kvadratkilometer.. 
I omgivningarna runt Pan de Azúcar växer huvudsakligen savannskog.